# Tomer
Tomer (hebreu: תֹּמֶר, palmera‎) és un assentament israelià localitzat a Cisjordània, que s'organitza com a un moixav. Està situat al centre de la vall del Jordà, al costat del poble palestí de Fasayil, i es troba sota la jurisdicció del Consell Regional de Bik'at HaYarden. L'any 2019 tenia una població de 276 habitants.
La comunitat internacional considera que els assentaments israelians a Cisjordània són il·legals segons el dret internacional, però el govern israelià ho disputa.

## Situació
Tomer es troba a una altitud de 220 metres sota el nivell del mar, a la part sud de la vall del Jordà, i se situa a 18 quilòmetres al nord del centre de Jericó, 33 quilòmetres al nord-est del nucli històric de Jerusalem i 63 quilòmetres a l'est de Tel-Aviv.

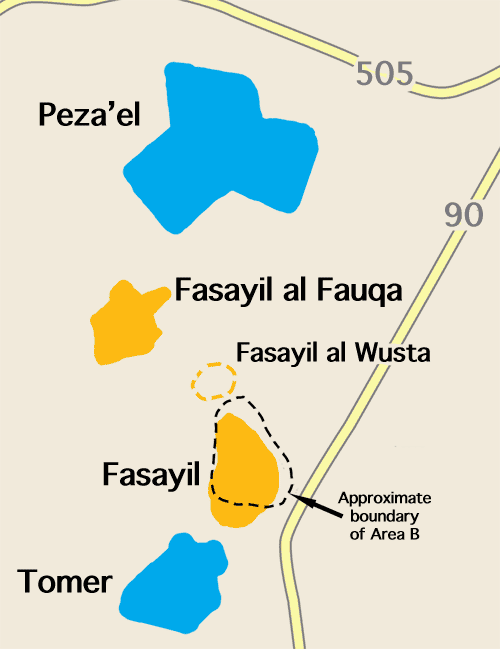
El poble palestí de Fasayil amb els assentaments israelians propers.

Està connectat amb la xarxa de transport de Cisjordània per la carretera número 90 (l'anomenada carretera de Gandhi), el principal eix de transport nord-sud de la vall del Jordà, El moixav es troba a uns 8 quilòmetres del riu Jordà, que també forma la frontera internacional entre la Cisjordània controlada per Israel i el Regne de Jordània.
El poble forma part d'una franja territorialment contínua d'assentaments agrícoles israelians que s'estenen al llarg de la carretera número 90. L'únic assentament palestí important als voltants és el poble d'al-Fasayil, el nom del qual conserva el nom del lloc antic original de Fesael. Fasayil es troba al costat nord d'aquesta franja d'assentaments, que també inclou la zona agrícola jueva dels assentaments de Netiv Hagdud, Petza'el, Gilgal i Niran
A l'oest de l'assentament, el pendent pronunciat de les muntanyes de Samaria s'alça des de la falla de la vall del Jordà.

## Història
La proliferació d'assentaments a Cisjordània va ser promogut per Israel després de la seva conquesta el 1967. La vall del Jordà va ser una de les zones on es van establir primer els assentaments israelians. L'anomenat Pla Alon preveia l'annexió objectiva de bona part de Cisjodània.
Segons l'ONG paletina ARIJ, per construir Tomer Israel va confiscar 1,049 dúnams al poble palestí de Fasayil. Es va establir el 1976] i va rebre el nom dels arbres comuns a la zona. El març de 1978 es va traslladar a la seva ubicació actual prop de la carretera 90.
A principis del segle XXI, Tomer, com tota l'àrea del Consell Regional de Bik'at haYarden, no estava inclòs en el projecte del Mur de Seguretat israelià. Des de finals de la dècada de 1960, segons les intencions del Pla Alon, Israel pretén mantenir tota la franja de la vall del Jordà. El futur del poble depèn dels paràmetres d'un possible acord de pau entre Israel i els palestins.
Durant la segona intifada no hi va haver atacs palestins greus al poble, així com a gairebé tota la regió de la vall del Jordà.